# بيتر بولينج
بيتر بولينج (بالإنجليزية: Peter Bowling)‏ هو نقابي أسترالي، ولد في 1864، وتوفي في 22 فبراير 1942.